# Холмская духовная семинария
Холмская духовная семинария — среднее учебное заведение Русской православной церкви, готовившее священно- и церковнослужителей.
Создана в 1875 году, после воссоединения части униатских приходов с Православной Церковью путём преобразования из униатской семинарии по образцу русских православных семинарий. Заботами архиепископа Холмско-Варшавского Леонтия (Лебединского) для семинарии было выстроено прекрасное здание в Холме. Холмская семинария стала духовным центром Православия в западном регионе Российской империи.
После начала первой мировой войны Холмская семинария была эвакуирована в Москву. По возвращении профессорско-преподавательский состав оказался в Кременце, так как Холмщина была занята поляками, и они не имели желания способствовать возрождению духовной жизни на Холмщине.
В 1941−1944 годах в г. Холм, на территории «Генерал-губернаторства», вновь функционировала Холмская духовная семинария. Её ректором был бывший преподаватель Холмской гимназии протоиерей Евгений Лаврович Барщевский (1910−1987).

## Ректоры
- Ипполит Крыницкий (1875 — ранее 1889)
- Михаил Добрянский (ранее 1889)
- Гедеон (Покровский) (20 сентября 1889—1891)
- Климент (Верниковский) (1891—1892)
- Тихон (Беллавин) (15 июля 1892 — октябрь 1897)
- Евлогий (Георгиевский) (18 ноября 1897 — декабрь 1902)
- Дионисий (Валединский) (11 декабря 1902—1911)
- Варлаам (Новгородский) (апрель 1911—1914)
- Серафим (Остроумов) (28 января 1914—1916)
- Смарагд (Латышенко) (1916—1921)
- Евгений Барщевский (1941—1944)

## Инспекторы
- Никифор Лаборинский (1880 — ранее 1887)
- Владимир (Соколовский-Автономов) (1887)
- Серафим (Мещеряков) (1888 — ?)
- Климент (Верниковский) (1890—1891)
- Тихон (Беллавин) (март — июнь 1892)
- Антоний (Середонин) (июль 1892—1893)
- Арсений (Тимофеев) (1893—1896)
- Вениамин (Казанский) (1897—1898)
- Сергий (Титов) (1899-1902)
- Дионисий (Валединский) (1901—1902)
- Севастиан (Вести) (1903—1906)
- Елевферий (Богоявленский) (1906—1909)
- Варлаам (Новгородский) (15 июня — 20 июля 1909)
- Смарагд (Латышенко) (1911 — 1921)